# Sematophyllum flaccidifolium
Sematophyllum flaccidifolium là một loài Rêu trong họ Sematophyllaceae. Loài này được (Müll. Hal.) Mitt. miêu tả khoa học đầu tiên năm 1869.